# Norops compressicauda
Norops compressicauda este o specie de șopârle din genul Norops, familia Polychrotidae, descrisă de Worthington George Smith și Kerster 1955. A fost clasificată de IUCN ca specie cu risc scăzut. Conform Catalogue of Life specia Norops compressicauda nu are subspecii cunoscute.